# Omiodes iridias
Omiodes iridias là một loài bướm đêm thuộc họ Crambidae. Nó là loài đặc hữu của Hawaii.
Ấu trùng ăn Astelia veratroides. 